# Coupe du Maroc de football 1985-1986
 (avril 2024).
Si vous disposez d'ouvrages ou d'articles de référence ou si vous connaissez des sites web de qualité traitant du thème abordé ici, merci de compléter l'article en donnant les références utiles à sa vérifiabilité et en les liant à la section « Notes et références ».
Navigation
Édition précédente Édition suivante
La saison 1985-1986 de la Coupe du Trône est la trentième édition de la compétition. 
Les FAR de Rabat remporte la coupe au détriment du Difaâ d'El Jadida sur le score de 3-1 au cours d'une finale jouée dans le Complexe Sportif Moulay Abdallah à Rabat. Les FAR de Rabat remporte ainsi cette compétition pour la cinquième fois de son histoire.

## Déroulement

### Huitièmes de finale
| Équipe 1                  | Équipe 2               | Résultat |
| Fath Union Sport de Rabat | Renaissance de Berkane | 1 - 2    |
| Union de Sidi Kacem       | ISC Casablanca         | 3 - 1    |
| Kénitra Athlétic Club     | Tihad Sakia Hamra      | 3 - 0    |
| Maghreb de Fès            | AS Salé                | 3 - 1    |
| CODM Meknès               | Union de Mohammédia    | 1 - 2    |
| Kawkab de Marrakech       | Renaissance de Kénitra | 1 - 0    |
| Mouloudia Club d'Oujda    | Difaâ d'El Jadida      | 1 - 2    |
| FAR de Rabat              | Raja Club Athletic     | 2 - 0    |

### Quarts de finale
| Équipe 1            | Équipe 2               | Résultat            |
| Union de Mohammédia | Kénitra Athlétic Club  | 0 - 1               |
| Difaâ d'El Jadida   | Kawkab de Marrakech    | 0 - 0 5 - 4 (t.a.b) |
| ISC Casablanca      | FAR de Rabat           | 1 - 3               |
| Maghreb de Fès      | Renaissance de Berkane | 1 - 0               |

### Demi-finales
| Équipe 1       | Équipe 2              | Résultat |
| FAR de Rabat   | Kénitra Athlétic Club | 5 - 3    |
| Maghreb de Fès | Difaâ d'El Jadida     | 0 - 1    |

### Finale
La finale oppose les vainqueurs des demi-finales, les FAR de Rabat face au Difaâ d'El Jadida, le 4 septembre 1986 au Complexe Sportif Moulay Abdallah à rabat.
| Coupe du Trône : Finale 1986 | FAR de Rabat | 3 - 1 | Difaâ d'El Jadida | Complexe Sportif Moulay Abdallah, Rabat |                             |
| 4 septembre 1986             |              |       |                   | Arbitrage : Omar Aboulkacim             | Arbitrage : Omar Aboulkacim |
| 4 septembre 1986             |              |       |                   | Arbitrage : Omar Aboulkacim             | Arbitrage : Omar Aboulkacim |